# Capnographie colorimétrique
La capnographie colorimétrique ou capnométrie colorimétrique est une technique de détection du dioxyde de carbone dans les gaz expirés à l'aide d'un dispositif de changement de couleur. De tels dispositifs incorporent généralement du papier pH qui est conçu pour changer de couleur avec l'acidité du CO2. Ces appareils sont placés dans le système respiratoire, portables, ne nécessitent pas d'électricité, changent de manière réversible (respiration par respiration) et ont une petite quantité d'espace mort. Ils sont couramment utilisés pour les intubations néonatales en cas d'urgence, afin de confirmer la mise en place d'une sonde endotrachéale et d'exclure une intubation œsophagienne accidentelle.
Comme ces appareils fournissent un changement de couleur qualitatif, plutôt qu'un nombre quantitatif, leur nom a été remis en question. Les alternatives qui ont été suggérées comprennent la « colorimétrie du dioxyde de carbone », la « détection colorimétrique du dioxyde de carbone » et l'« analyse colorimétrique chimique ».